# خانمچه و مهتابی
خانمچه و مهتابی نمایشنامه‌ای است از اکبر رادی.

## خلاصه داستان
خانجون، پیرزنی در خانهٔ سالمندان سعادت‌آبادِ تهران است که در صحبت‌هایش با پرستار، خاطراتِ گذشتهٔ خود را بازمی‌گوید. او به پرستار می‌گوید که هرگز بچّه‌ای نداشته و آن‌هایی که به عیادتش می‌آیند خواهر و خواهرزاده‌هایش هستند. خانجون، یادِ شوهرش ذاکری می‌افتد که در شعله‌های آتش سوخته و آن‌گاه در میان حرف‌هایش از شارل می‌گوید. شارل و لیلا، زن و شوهر متموّلی از بازماندگان قجر هستند و لیلا جوانی خانجون است. شارل به زبان، لیلا را می‌ستاید. او نامش را از همایون به شارل تغییر داده تا فرنگی‌تر شود و حاضر است کلاه پهلوی سرش بگذارد اما سِمت خارجه را کسب کند. پس لیلا را راضی می‌کند تا با فروش زمین‌های سعادت‌آباد که پشتِ قبالهٔ لیلاست و دادن رشوه، به آرزوهایش برسد. لیلا و شارل آرزوی فرزند دارند. شارل، نامه‌ای را به لیلا نشان می‌دهد. نامه، دست خطّ شاهِ شهید است که در ازای کنیزِ باکرهٔ مصری، زمین‌های سعادت‌آباد را پیشکش پدرِ شارل کرده است. لیلا با دیدن دست خط، وحشت می‌کند. آن‌گاه در «خواب سنبلهٔ خانجون، غلامی را می‌بینیم که سینی مرصّعی را پیشکش حاکم می‌کند که در آن، دو چشم سبزآبی وحشی زنی است. زن که با صورتک لیلاست، قلب خود را نیز در باغ سروِ نقره که همان سعادت‌آباد باشد، نثار پیشگاهِ خان می‌کند.
در تکّهٔ بعدی، خانجون، گلین و آموتی را به یاد می‌آورد. گلین که به‌خاطر ماه‌گرفتگیی روی پیشانیش خواستگارانِ بسیاری را ازدست‌داده، سرانجام با آموتی ازدواج می‌کند. آموتی با تخلیهٔ فاضلاب‌های سعادت‌آباد روزگار می‌گذراند. گلین تصمیم می‌گیرد برای رهایی از فقر، با کودکی کرایه‌ای به گدایی رود اما آموتی که بچه‌ای از آنِ خود می‌خواهد، با سرِ چُپقش محکم به پیشانیی گلین می‌کوبد. گلین زخمی از ستمِ آموتی، روی صندلی می‌افتد که خانجون در «خواب میزان» طوفانی را می‌بیند و مردانِ سیاه پوشی که با تابوتی بر دوش می‌گذرند و زنی با صورتک گلین به دنبال تابوت می‌رود و کسی نعره‌هایش را نمی‌شنود، درحالی‌که نوزاد زنده‌اش را در تابوت گذاشته‌اند.
خانجون دوباره از خواب می‌پرد. او درحالی‌که همچنان به برج بلند سعادت‌آباد خیره شده، ماهرو و سام را به یاد می‌آورد. ماهرو که نویسندهٔ داستان‌های مینیمالیستی است و شورِ شرقی دارد، در برابر شوهرش سامان که یک نقاش پست‌مدرنِ معترض است، قرار می‌گیرد و آن‌گاه در «خواب عقرب» پیشخدمت در لباس جلاد، سرِ زنی را با صورتک ماهرو، از تن جدا می‌کند و تقدیمِ عالی‌جناب می‌نماید.
در قسمت آخر، خانجون بر سنگ قبری مویه می‌کند. گاه به نام گلین، گاه به نام لیلا و گاه به نام ماهرو که مردانشان مرده‌اند. ذاکری در برج بلند سعادت‌آباد آتش گرفته، شارل را کشته‌اند، آموتی فوت کرده و سامان خودکشی. خانجون که خسته و بی‌حال است، پرستار را صدا می‌زند. پرستار به سراغش آمده و پس از رسیدگی به او می‌رود. خانجون، بی‌تاب به پهلویش می‌کوبد تا بچّه‌ای به دنیا آورد. نهایتاً او مار سیاهی را از لگنِ زیرِ صندلی درمی‌آورد و شروع به نوازشش می‌کند. خانجون که ماری زاییده، نامش را خانمچه می‌گذارد.